# Magyaregregy
Magyaregregy (németül: Ungarisch-Eggrad) község Baranya vármegyében, a Komlói járásban.

## Fekvése
Magyaregregy a Kelet-Mecsek lábánál fekszik a Boldogasszony völgyében, a Völgységi-patak mentén.
Komlótól 15 kilométerre, Pécstől 36 kilométerre található, a Pécs-Hirdtől Szászvárig húzódó 6541-es út mentén.

## Története
A település és környéke már a rómaiak idején is lakott volt.
1554-ben már Egregy néven említi az írásos emlék, amely az éger fanévre utal. A középkorban itt állt a Szent Margit-kolostor is, a Kálvária-dombon a 18. században épült fel a Mária-kegytemplom. 
A falu fölötti hegyen a 13. században épült fel Márévár gótikus stílusban egy római őrtorony helyén, a 16. században reneszánsz stílusban építették újjá a hajdani lovagvárat. A  falu a török megszállás alatt is lakott volt. A 18. század vége felé, és a 19. század fordulóján németek telepedtek le a faluban.
1951-ig körjegyzőségi székhely volt, Vékény és Kárász település tartozott hozzá.

## Közélete

### Polgármesterei
- 1990–1994: Fóris Istvánné (független)[3]
- 1994–1998: Fóris Istvánné (független)[4]
- 1998–2002: Piller Tibor (független)[5]
- 2002–2004: Kovácsné Deák Irén (független)[6]
- 2004–2006: Piller Tibor (független)[7]
- 2006–2009: Piller Tibor (független)[8]
- 2009–2010: Fülöpné Rákosa Ildikó (független)[9]
- 2010–2014: Fülöpné Rákosa Ildikó (független)[10]
- 2014–2019: Fülöpné Rákosa Ildikó (független)[11]
- 2019–2024: Fülöpné Rákosa Ildikó (független)[12]
- 2024– : Koch Dávid (független)[1]

A településen 2004. szeptember 19-én időközi polgármester-választást (és képviselő-testületi választást) tartottak, az előző képviselő-testület önfeloszlatása miatt. A választáson az addigi polgármester is elindult, de alulmaradt egyetlen kihívójával szemben.
2009. június 7-én újabb időközi polgármester-választást kellett tartani a községben, ezúttal az előző polgármester halála miatt.

## Népesség
A település népességének változása:
| Lakosok száma | 733  | 740  | 726  | 709  | 703  | 677  | 667  | 656  |
|               | 2013 | 2014 | 2015 | 2019 | 2021 | 2022 | 2023 | 2024 |

A 2011-es népszámlálás során a lakosok 85,7%-a magyarnak, 7,6% cigánynak, 0,5% horvátnak, 5,9% németnek, 0,3% románnak mondta magát (13,4% nem nyilatkozott; a kettős identitások miatt a végösszeg nagyobb lehet 100%-nál). A vallási megoszlás a következő volt: római katolikus 65,9%, református 2,5%, evangélikus 0,7%, felekezeten kívüli 9,8% (21% nem nyilatkozott).
2022-ben a lakosság 90,7%-a vallotta magát magyarnak, 7,4% cigánynak, 5,9% németnek, 0,3% lengyelnek, 3,8% egyéb, nem hazai nemzetiségűnek (7,7% nem nyilatkozott; a kettős identitások miatt a végösszeg nagyobb lehet 100%-nál). Vallásuk szerint 49,8% volt római katolikus, 1,2% református, 0,4% evangélikus, 0,1% görög katolikus, 1% egyéb keresztény, 0,9% egyéb katolikus, 17,7% felekezeten kívüli (28,4% nem válaszolt).

## Nevezetességei
- Honismereti Faluház

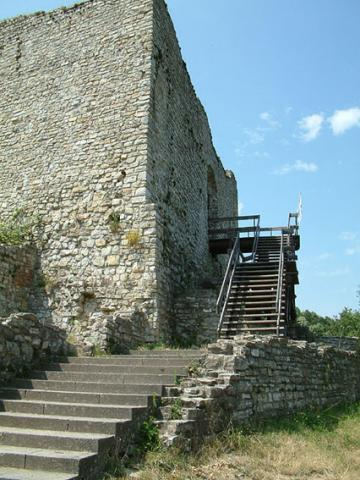
Márévár

- Márévár – a 13. században épült gótikus stílusban. A 16. században reneszánsz stílusban építették át. A várban helytörténeti és élővilág-kiállítás látható.
- Mária kegytemplom
- Máré csárda és strandfürdő
- Eötvös József Főiskola Vízépítési és Vízgazdálkodási Intézetének Lászlóffy Woldemár Hidrometriai Mérőtelepe. Itt található Virág Mihály és Eszéky Ottó hidrológusok közös emléktáblája

## Híres magyaregregyiek
- Itt született 1946. szeptember 13-án Vókó György, magyar büntetőjogász, ügyész, a magyar és a nemzetközi büntetés-végrehajtási jog elismert kutatója, habilitált egyetemi oktató, 2012-től az Országos Kriminológiai Intézet igazgatója, 2016-tól professor emeritus († 2021)

## További információk

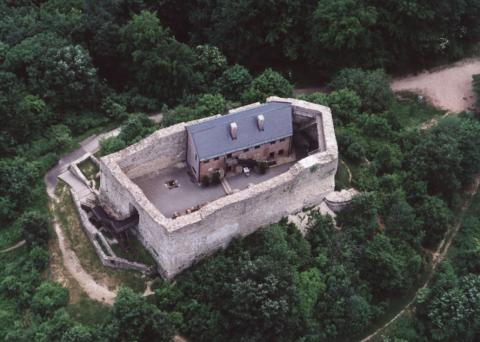
A vár légi felvételen